# Bhainsdehi
Bhainsdehi là một thị xã và là một nagar panchayat của quận Betul thuộc bang Madhya Pradesh, Ấn Độ.

## Địa lý
Bhainsdehi có vị trí 21°39′B 77°38′Đ / 21,65°B 77,63°Đ Nó có độ cao trung bình là 741 mét (2431 foot).

## Nhân khẩu
Theo điều tra dân số năm 2001 của Ấn Độ, Bhainsdehi có dân số 15.756 người. Phái nam chiếm 51% tổng số dân và phái nữ chiếm 49%. Bhainsdehi có tỷ lệ 70% biết đọc biết viết, cao hơn tỷ lệ trung bình toàn quốc là 59,5%: tỷ lệ cho phái nam là 77%, và tỷ lệ cho phái nữ là 63%. Tại Bhainsdehi, 14% dân số nhỏ hơn 6 tuổi.